# Krzysztof Pływaczyk
Krzysztof Pływaczyk (* 11. Februar 1983 in Wałbrzych) ist ein polnischer Biathlet.
Krzysztof Pływaczyk startete 2002 noch ohne nennenswerte Erfolge bei den Juniorenweltmeisterschaften in Ridnaun und den Junioreneuropameisterschaften Kontiolahti auf internationaler Ebene. In Windischgarsten debütierte er in der folgenden Saison im Europacup und wurde 24. im Sprint. Schon im zweiten Rennen, einem Einzel in Obertilliach, kam er als Siebter erstmals unter die Top 10. Saisonhöhepunkt wurde erneut die Juniorenweltmeisterschaft in Kościelisko. Hier wurde er Zehnter im Sprint. 2004 startete er in Beitostølen erstmals bei einem Staffelrennen (13.) im Biathlon-Weltcup. Bei den Biathlon-Weltmeisterschaften 2005 in Hochfilzen erreichte er mit einem 24. Platz im Einzel seine bislang beste Platzierung in einem Weltcup-Einzelrennen. Mit der Staffel wurde er Achter. Höhepunkt Pływaczyks bisheriger Karriere war die Teilnahme an den Olympischen Winterspielen 2006 in Turin. Hier startete er im Einzel (76.) und mit der Staffel (13.). Im Sommer 2006 trat er in Ufa bei den Weltmeisterschaften im Sommerbiathlon an und gewann hinter Maxim Tschudow die Silbermedaille in der Verfolgung.

## Biathlon-Weltcup-Platzierungen
Die Tabelle zeigt alle Platzierungen (je nach Austragungsjahr einschließlich Olympische Spiele und Weltmeisterschaften).
- 1.–3. Platz: Anzahl der Podiumsplatzierungen
- Top 10: Anzahl der Platzierungen unter den ersten zehn (einschließlich Podium)
- Punkteränge: Anzahl der Platzierungen innerhalb der Punkteränge (einschließlich Podium und Top 10)
- Starts: Anzahl gelaufener Rennen in der jeweiligen Disziplin
- Staffel: inklusive Mixed- und Single-Mixed-Staffeln

| Platzierung         | Einzel | Sprint | Verfolgung | Massenstart | Staffel | Gesamt |
| ------------------- | ------ | ------ | ---------- | ----------- | ------- | ------ |
| 1. Platz            |        |        |            |             |         |        |
| 2. Platz            |        |        |            |             |         |        |
| 3. Platz            |        |        |            |             |         |        |
| Top 10              |        |        |            |             | 7       | 7      |
| Punkteränge         | 3      | 5      | 3          | 1           | 54      | 66     |
| Starts              | 25     | 68     | 15         | 1           | 54      | 163    |
| Stand: Karriereende |        |        |            |             |         |        |